# Christian Cappelen
Christian Cappelen, född 26 januari 1845 i Drammen, död 11 maj 1916 i Kristiania (nuvarande Oslo), var en norsk organist och tonsättare. Han ansågs på sin tid vara Norges främste organist efter Ludvig Mathias Lindeman.
Cappelen studerade musik i Leipzig 1860–1863 och anställdes 1868 som organist i sin födelsestad. Han utnämndes 1887 till organist vid Vår Frelsers kirke i Kristiania och blev 1890 lärare i kyrk- och mässång vid praktisk-teologiska seminariet. Han komponerade i Felix Mendelssohns stil bland annat motetter, piano- och orgelsaker.